# Калинівська
Калинівська (рос. б. Калиновская) — маловодна балка в Україні у Чорноморському районі Автономної Республіки Крим, на Кримському півострові, (басейн Чорного моря).

## Опис
Довжина балки 14 км, найкоротша відстань між витоком і гирлом — 7,89  км, коефіцієнт звивистості річки — 1,77 . Формується декількома безіменними балками.

## Розташування
Бере початок на північно-західній стороні від села Красносільське (до 1944 року — Кунан, крим. Qunan)  на західних схилах Тарханкутської височини між курганом Широка Могила (125,5 м) та горою Кіпчак (118,4 м). Тече переважно на північний схід і на північно-західній частині селища міського типу Чорноморське (до 1944 року — Акме́чит, Ак-Мече́ть; рос. Черноморское, крим. Aqmeçit)  впадає у Вузьку бухту (є складовою водоймою Каркінітської затоки (Чорного моря). Колишня назва — Ак-Мечетська бухта).

## Цікаві факти
- У XIX столітті навколо балки існувало багато водяних млинів, а біля гирла — 1 вітряний млин[4].